# 2021 FIFA U-20ワールドカップ
2021 FIFA U-20ワールドカップは2021年に開催が予定されていた23回目のFIFA U-20ワールドカップである。2019年10月に行われたFIFAの理事会でインドネシアが開催国として承認。インドネシアでの開催は初。
2020年12月24日、新型コロナウイルス感染症の世界的流行により、2021 FIFA U-17ワールドカップとともに中止が発表された。開催国のインドネシアは2023 FIFA U-20ワールドカップの開催国として引き継がれる予定。

## 出場資格
各チームの登録人数は21人 (うち、ゴールキーパーは3人まで)。年齢制限は、誕生日が2001年1月1日以降の選手。

## 開催地決定まで
2019年10月24日、上海で行われたFIFA評議会でインドネシアで開催されることが正式に決定された。同時にU17W杯の開催国はペルーに決定した。当初はペルーやブラジルも開催に意欲を示していたという。